# Vranjina
Vranjina (en serbe cyrillique: Врањина) est un village de l'est du Monténégro, dans la municipalité de Podgorica.

## Démographie

### Évolution historique de la population[1]
| 1948 | 1953 | 1961 | 1971 | 1981 | 1991 | 2003 |
| ---- | ---- | ---- | ---- | ---- | ---- | ---- |
| 336  | 352  | 313  | 315  | 244  | 177  | 218  |

## Monastère
Sur le site du village de Vranjina se trouve le monastère orthodoxe de Saint-Nicolas.